# Microchironomus nigrovittatus
Microchironomus nigrovittatus är en tvåvingeart som först beskrevs av Malloch 1915.  Microchironomus nigrovittatus ingår i släktet Microchironomus och familjen fjädermyggor. Inga underarter finns listade i Catalogue of Life.